# 伍德合金

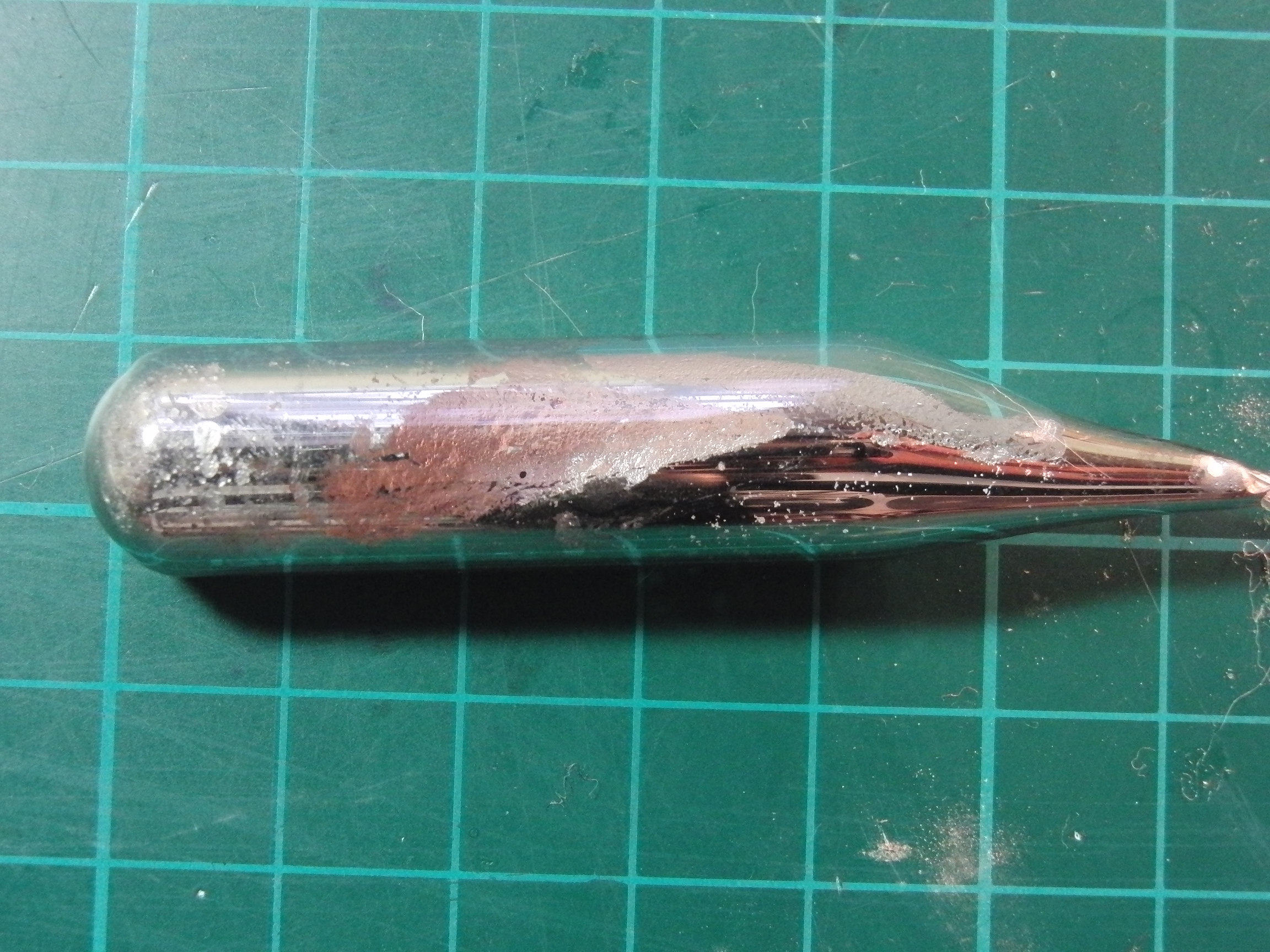
液態的伍德合金黏附在玻璃管上

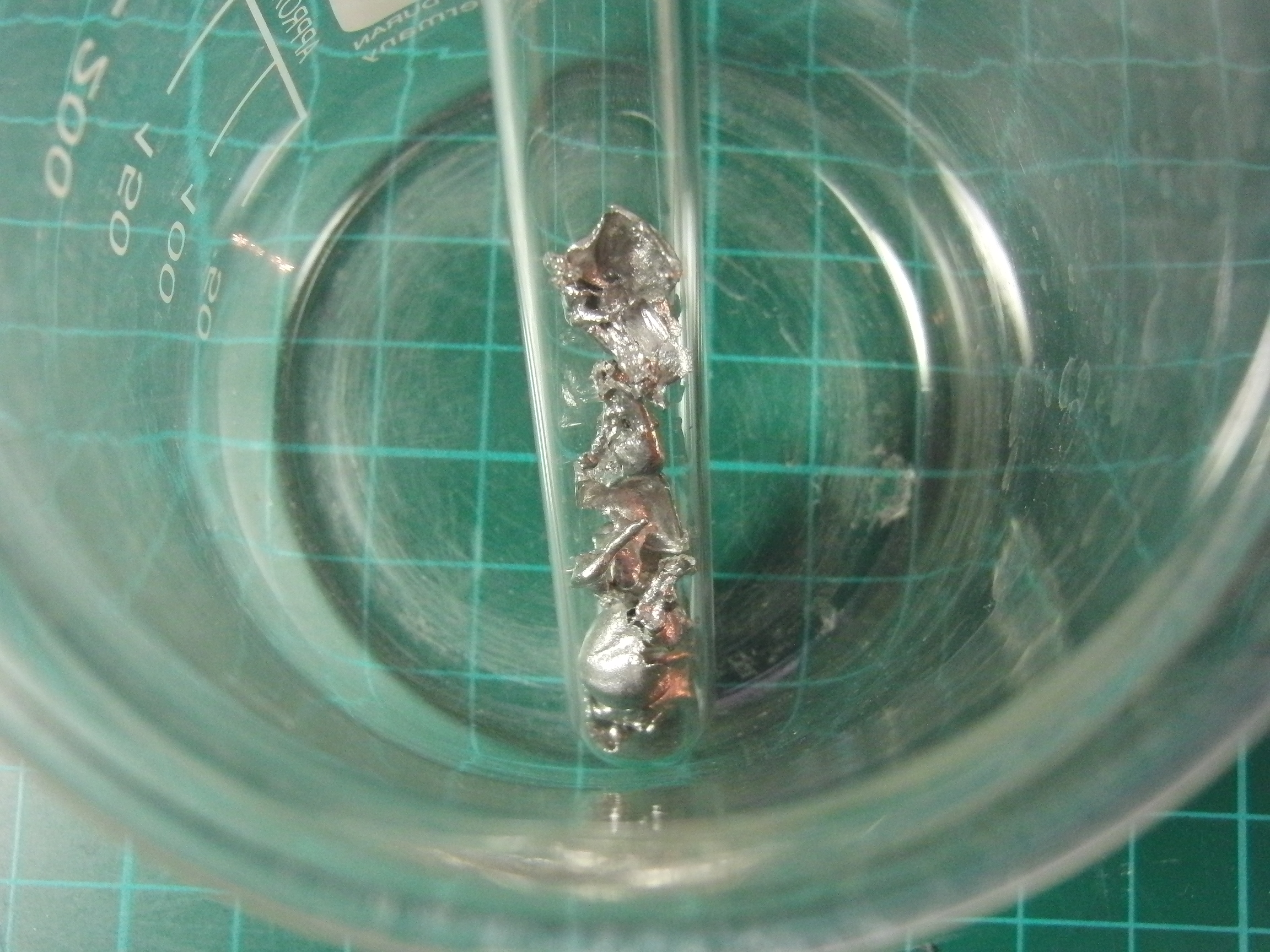
伍德合金

伍德合金（Wood's alloy），是一種低熔點合金，又稱作彎管合金（Bendalloy）或是希洛彎管（Cerrobend），熔點為70℃。常被用作消防自動灑水器的灑水元件。成分為50%的鉍、26.7%的鉛、13.3%的锡和10%的镉。金屬在常溫之所以是固體，是因為原子間可以依一定的排列產生穩定的晶格。伍德合金由於各種金屬原子半徑有所差異，較不易形成穩定的晶格，因此熔點大幅的下降。

## 應用
低熔點合金、自動消防灑水器、熔斷式保險絲。

## 特性
因成分中含有鎘及鉛，故具有一定的毒性，可導致重金屬中毒並危害中樞神經。使用時應避免直接接觸，或是戴上手套操作，且不可任意排放，任意排放自然生活環境恐遭相當嚴重的汙染。